# 北京市通州区退役军人事务局
39°54′25″N 116°39′36″E / 39.90701°N 116.66°E
北京市通州区退役军人事务局是北京市通州区人民政府的一个部门。

## 领导
2021年2月，本机构的领导为：
- 徐景发：北京市通州区退役军人事务局局长。工作分工：负责党务政务全面工作
- 杨利民：北京市通州区退役军人事务局副局长。工作分工：分管局办公室、双拥中心、干休所工作
- 陈晓丽：北京市通州区退役军人事务局副局长。工作分工：分管局安置组、优抚组、光荣院、事务服务中心工作

## 机构设置
2021年2月，本机构下设：
- 通州区退役军人服务中心
- 通州区军休所
- 通州区光荣院
- 双拥中心
- 安置优抚组
- 综合组兼夜间值班电话